# ダン・コーツ
ダニエル・レイ・"ダン"・コーツ（Daniel Ray "Dan" Coats、1943年5月16日 - ）は、アメリカ合衆国の政治家。共和党員。インディアナ州選出のアメリカ合衆国上院議員（1989年 - 1999年、2011年 - 2017年）や国家情報長官（2017年 - 2019年）を歴任した。

## 経歴
ミシガン州ジャクソンで1943年5月16日に生まれ、ホイートン大学で学士号を得て、その後、インディアナ大学ロバート・H・マッキニー・ロースクールで法務博士号を得た。
卒業後は1966年から1968年までアメリカ陸軍に勤務した。1981年から1989年までアメリカ合衆国下院議員であった。1988年にダン・クエール連邦上院議員が副大統領に就任したため後任の上院議員となり、情報委員会や軍事委員会に所属し、1999年まで務めた。上院議員退任後は、2001年から2005年までドイツ大使となった。その後、2011年から2017年まで再び連邦上院議員となった。ロシアによるクリミアの併合に欧米諸国が課した制裁の報復として、ロシアが作成した米議員6人と米政権幹部3人からなるブラックリストに含まれていると報道された。

## アメリカ合衆国国家情報長官
第45代アメリカ合衆国大統領に選出されたドナルド・トランプによって、2017年1月7日アメリカ合衆国国家情報長官に指名された。ドナルド・トランプ次期大統領は「コーツ氏が深い専門知識と適切な判断力を持っていることは明らかだ。情報機関を指揮するのにふさわしい」と語ったと報道された。コーツの就任に関する公聴会は2月28日に行われ、指名承認投票は3月9日に行われた。遅れの原因は、議員からの質問が予想以上に多かったため、コーツ前議員回答を検討し、議員がそれをレビューするための時間が必要だったためと報道されている。
2017年3月9日、上院情報委員会の投票結果は賛成13、反対2の賛成多数となり、ダン・コーツの人事が承認された。情報委員会のリチャード・バー委員長は情報機関が幅広い課題に直面しているのを元同僚が助けるだろうと述べた。その後、上院では2017年3月15日に賛成85、反対12の賛成多数で承認され、宣誓は3月16日に行われた。
長年に渡ってロシアに対して批判的な考えを持っている。2018年、トランプ大統領がロシアのプーチン大統領とともに、ロシアが2016年大統領選挙に介入したことを否定したものの、コーツはこれに反旗を翻し、ロシアによる介入は明白だと声明を出した。また一方でトランプはイランの脅威の深刻さをコーツが十分に認識していないと不満を持っていたとされる。2019年7月28日、トランプはコーツが8月15日に辞任すると発表した。